# Balzamování
Balzamování je umělé konzervování lidských nebo zvířecích mrtvol napuštěním antiseptickými látkami (tzn. protihnilobnými látkami). Je to stav, kdy na těle zemřelého nejsou patrné rozkladné reakce.

## Balzamování a mumifikace
V užším smyslu se balzamování chápe jako dočasné umělé uchování mrtvol bez požadavku na trvalé uchování mrtvého těla. Naproti tomu mumifikací se rozumí konzervace mrtvol, která byla také vytvořena uměle speciálními procesy, ale je od počátku navržena tak, aby byla co nejdelší.
V tomto smyslu se dá např. hovořit i o balzamování těla Svatopluka Čecha před pohřbem v roce 1908, o němž informoval tehdejší tisk.

## Historie
Balzamování mrtvých těl bylo známo již v Asýrii, Persii a zejména ve starém Egyptě.

## Balzamování představitelů komunistických států

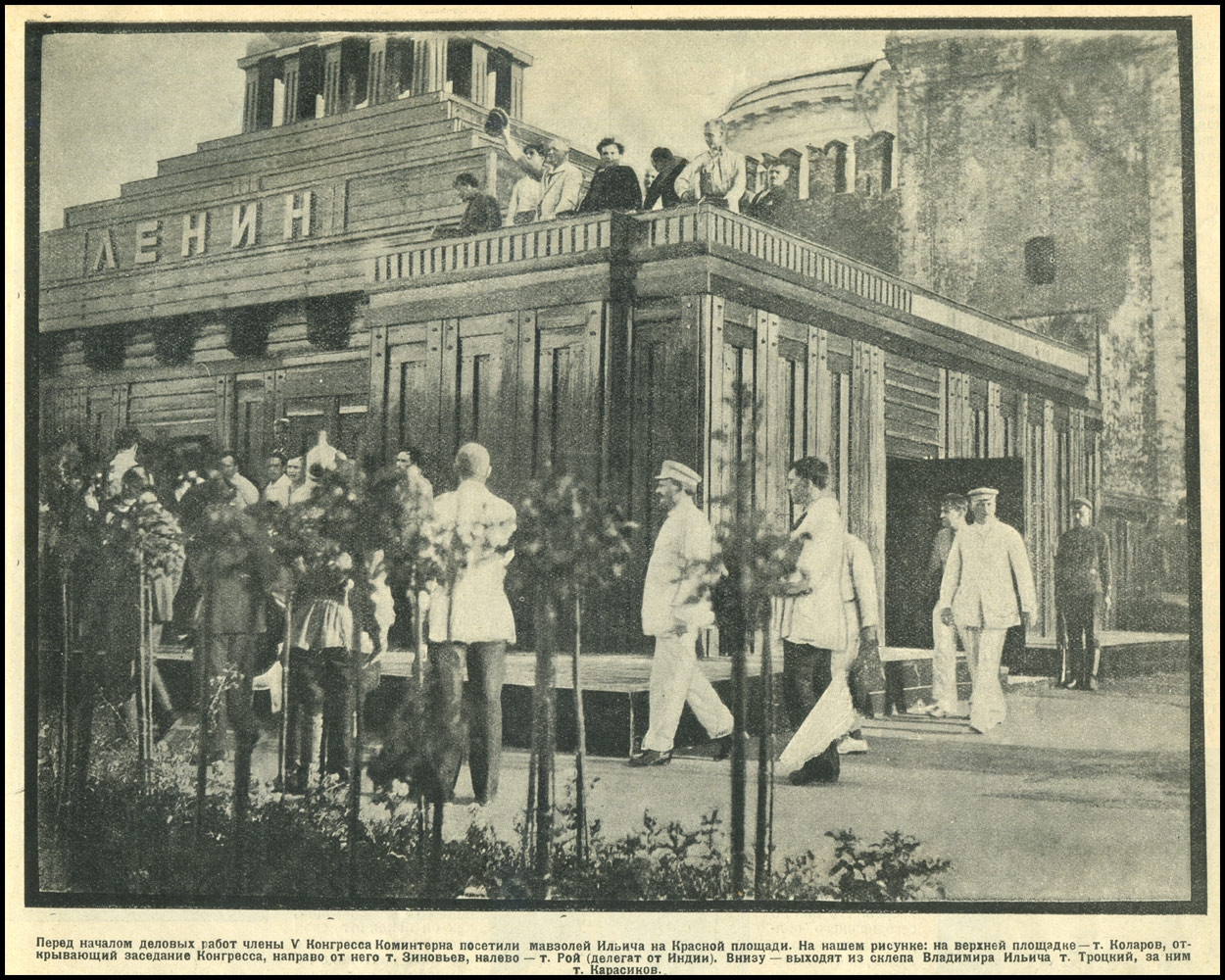
Provizorní Leninovo mauzoleum, 1924

Balzamování těl čelných komunistických představitelů započalo po úmrtí Vladimíra Iljiče Lenina, kdy bylo jeho tělo v roce 1924 vystaveno nejprve v provizorním (dřevěném) a od roku 1930 v definitivním mauzoleu na Rudém náměstí v Moskvě.

## Moderní balzamování
Moderní balzamování (anglicky Modern embalming) je technika dočasné konzervace těl s použitím dezinfekčních roztoků obsahujících formaldehyd. Používá se například v USA, Velké Británii, Rusku nebo Arménii. Tento postup se také často využívá při převozu zesnulého do zahraničí. Cílem není dlouhodobé uchování těla, jako při mumifikaci ve starověkém Egyptě, ale pouze do pohřbu nebo kremace.